# Claudia Vega
Pour les articles homonymes, voir Véga (homonymie).
Claudia Vega, née à Barcelone le 9 juin 1999, est une actrice catalane.

## Biographie
En 2011, alors qu'elle est étudiante de théâtre et inconnue, elle se fait connaître internationalement pour son premier rôle dans le film Eva de Kike Maíllo. Elle est nommée pour le prix Gaudí 2012 dans la catégorie meilleure actrice.
Elle continue sa carrière dans les séries télévisées et les courts et longs métrages. En 2016, elle joue ainsi dans Ringo (2016) d'Adriá Pagès Molina.
En 2019, elle rejoint la distribution de la série à succès diffusée sur Netflix Philo : Sapere aude dérivée de #Philo, aux côtés notamment de Carlos Cuevas. Elle y interprète le rôle d'Oti, étudiante de philosophie à l'Université de Barcelone. 